# A+
A+，是一门陣列編程語言的名字。它是由摩根·斯坦利公司在1980年代在APL的基础上开发起来的。現在使用GPL授權。

## 引用
1. ↑  .   [2020-02-06]. （原始内容存档于2020-02-24）.

## 外部連結
- A+ Development.org（页面存档备份，存于）